# Gino Marchetti
Gino John Marchetti (* 2. Januar 1927 in Smithers, West Virginia; † 29. April 2019 in Paoli, Pennsylvania) war ein US-amerikanischer American-Football-Spieler. Er spielte als Defensive End in der National Football League (NFL) bei den Baltimore Colts.

## Herkunft
Gino Marchetti wuchs in Antioch, Kalifornien auf, wo er auch die Highschool besuchte. Nach seiner Schulzeit leistete er ab 1944 während des Zweiten Weltkriegs seinen Wehrdienst in der United States Army. Er nahm in Europa an der Ardennenoffensive als Maschinengewehrschütze teil. 1946 verließ er das Militär und leitete in seiner Heimatstadt ein halbprofessionelles Footballteam – die Antioch Hornets. Er ging für ein Jahr auf das Modesto Junior College in Kalifornien, bevor er ein Footballstipendium an der University of San Francisco erhielt.

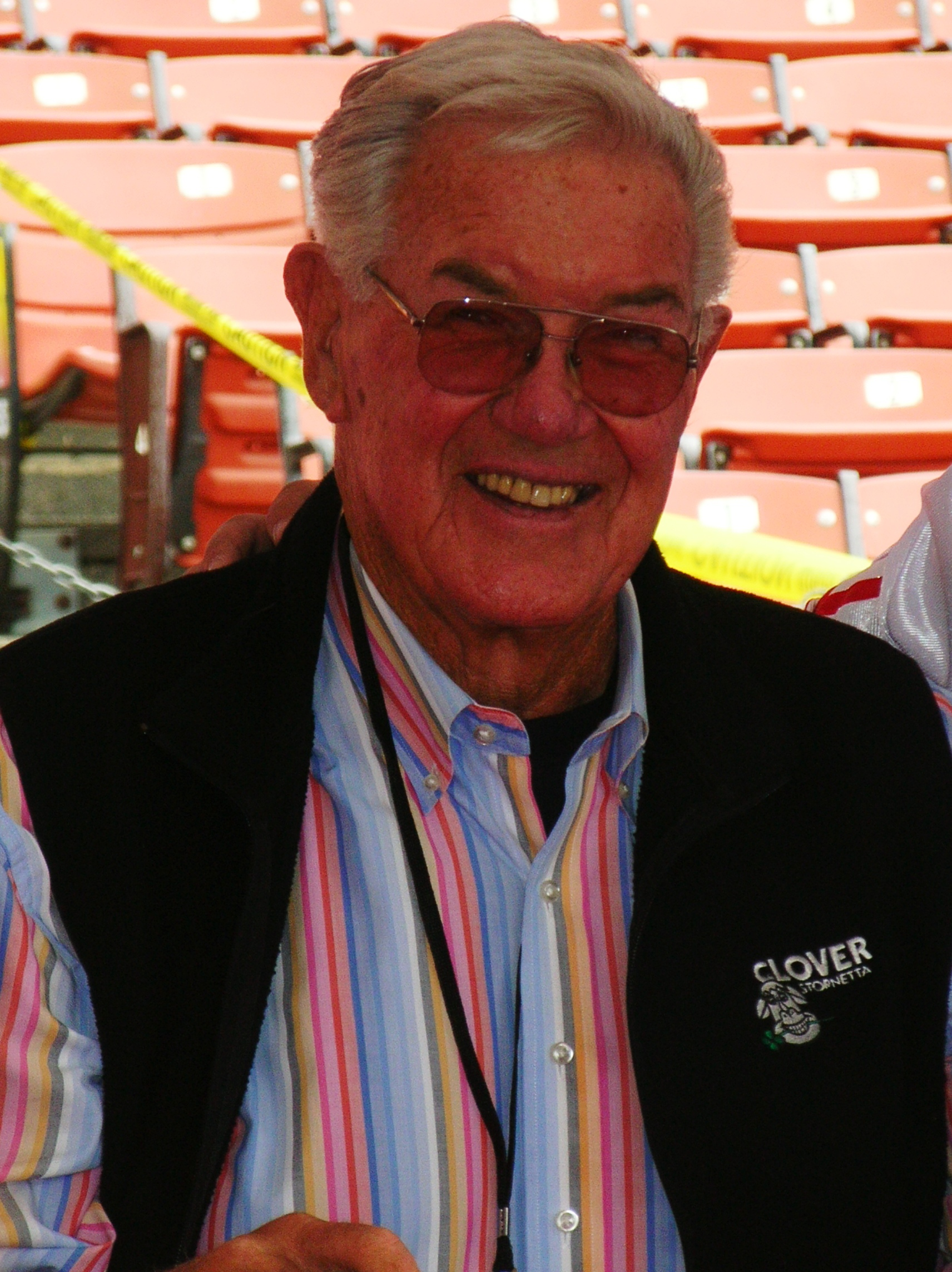
Bob St. Clair, 2009

## Spielerlaufbahn

### Collegekarriere
Neben Marchetti spielten zahlreiche weitere spätere Profispieler wie Bob St. Clair oder Dick Stanfel in der Mannschaft der University of San Francisco. Im Jahr 1951 blieb das Team in der Saison ungeschlagen. Dies hätte normalerweise die Berechtigung zur Teilnahme am Orange Bowl bedeutet. Da die Verantwortlichen dieses Spiels darauf bestanden, dass die Mannschaft aus San Francisco ohne ihre dunkelhäutigen Spieler antrat, was auch den Ausschluss des späteren Mitglieds in der Pro Football Hall of Fame Ollie Matson bedeutet hätte, entschloss sich das Team die Teilnahme an dem Bowlspiel abzulehnen. Unmittelbar nach der Saison wurde die Footballmannschaft des Colleges aufgelöst. 1951 spielte Marchetti auch im East-West Shrine Game, einem Auswahlspiel der besten College-Football-Spieler. Für seine Leistungen in diesem Spiel wurde er im Jahr 2004 in die East-West Shrine Game Hall of Fame aufgenommen.

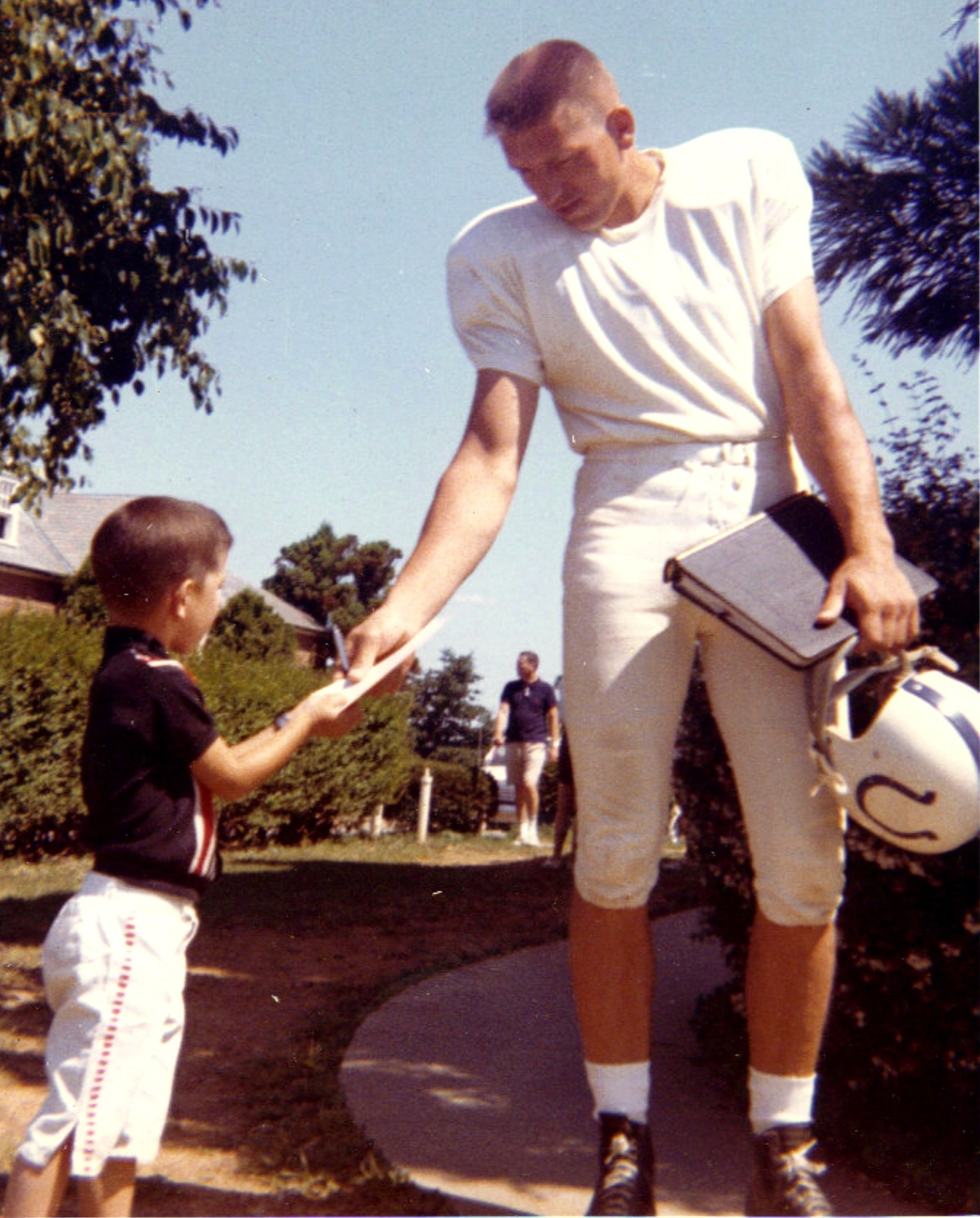
Johnny Unitas, 1964

### Profikarriere
Gino Marchetti wurde 1952 von den New York Yanks in der zweiten Runde an 14. Stelle gedraftet. Im gleichen Jahr zog das Team nach Dallas um und wurde in Dallas Texans umbenannt. Marchetti kam überwiegend als Defensive End zum Einsatz, spielte aber auch auf der Position eines Defensive Tackles und in der Offense der Mannschaft auf der Position eines Offensive Tackles. Ein Jahr später zogen die Dallas Texans nach Baltimore um und wurden in Baltimore Colts umbenannt. Im Jahr 1954 übernahm Weeb Ewbank das Traineramt bei den bis zu diesem Zeitpunkt erfolglosen Colts. Ihm gelang es, aus der Mannschaft ein NFL-Spitzenteam zu formen. In den nächsten Jahren wurden von der Mannschaft aus Maryland zahlreiche spätere Pro-Bowl-Spieler wie Alan Ameche, Johnny Unitas oder Lenny Moore verpflichtet.
1958 konnte Marchetti mit seiner Mannschaft den ersten NFL-Titel gewinnen. Im NFL-Endspiel konnten die New York Giants mit 23:17 besiegt werden. Marchetti zog sich dabei bei einem Tackle gegen Frank Gifford, dem Runningback der Giants, im vierten Viertel einen Knöchelbruch zu, da sein Mannschaftskamerad Gene Lipscomb ihm nach der Aktion unglücklich auf das Bein gefallen war. Der Tackle von Marchetti brachte den Colts den Ballbesitz ein. Zwei Minuten vor Spielende gelang es Unitas seine Mannschaft über eine Strecke von 66 Yards über das Spielfeld zu führen, um so dem eigenen Kicker den Ausgleich durch ein Field Goal zu ermöglichen. Marchetti verließ zwar das Spielfeld, blieb aber im Stadion um seine Mannschaft zu unterstützen. Die Colts siegten in der Verlängerung und das Spiel wird noch heute von vielen Footballfans als das beste jemals gespielte Footballspiel aller Zeiten bezeichnet.

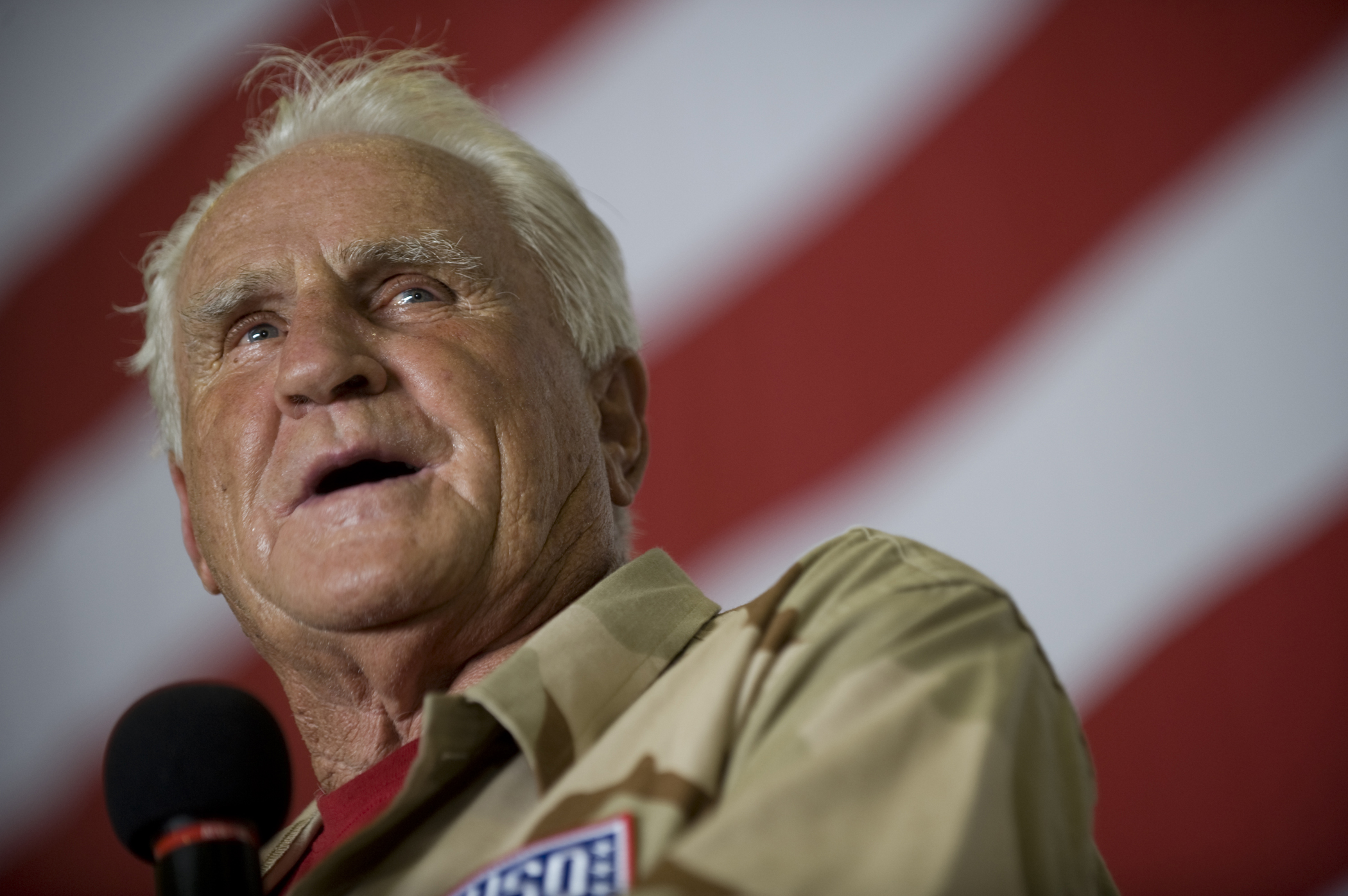
Don Shula, 2009

In der Folgesaison gewann Marchetti mit seinen Colts seinen zweiten NFL-Titel. Erneut waren die Giants der Endspielgegner und diesmal unterlagen sie mit 31:16. 1963 übernahm Don Shula das Traineramt bei den Colts und Marchetti wurde zeitgleich zu seiner Tätigkeit als Spieler bei den Colts Assistenztrainer von Shula. Obwohl er sein Karriereende nach der Saison 1963 angekündigt hatte, gelang es der Mannschaft aus Baltimore ihn dazu zu überreden ein weiteres Jahr für das Team zu spielen. Shula führte die Mannschaft 1964 in ihr drittes Endspiel, welches gegen die Cleveland Browns mit 27:0 verloren wurde. Marchetti beendete nach diesem Spiel seine Laufbahn um 1966 nochmals für vier Spiele zu den Colts zurückzukehren. Sein Einsatz war erforderlich geworden, da die Colts aufgrund von Verletzungen ein Problem hatten seine Spielposition zu besetzen.

## Nach der Spielerlaufbahn
Gino Marchetti gründete zusammen mit seinem Mannschaftskameraden Alan Ameche 1957 die Restaurantkette „Gino’s“. Das Unternehmen wurde später an Marriott International verkauft und umbenannt. Marchetti wurde durch den Verkauf zum mehrfachen Millionär. Mittlerweile setzt ein neugegründetes Unternehmen die Tradition der Restaurantkette unter dem alten Namen fort. Er fand auf dem Saints Peter and Paul Cemetery in Springfield, Pennsylvania, seine letzte Ruhestätte.

## Ehrungen
Gino Marchetti spielte elfmal im Pro Bowl, dem Abschlussspiel der besten Spieler einer Saison. Er wurde zehnmal zum All-Pro gewählt. Seine Rückennummer 89 wurde von den Colts gesperrt. Er ist Mitglied im NFL 75th Anniversary All-Time Team, im NFL 1950s All-Decade Team, in der Bay Area Sports Hall of Fame, in der National Italian American Sports Hall of Fame und in der Pro Football Hall of Fame. Die Zeitschrift „The Sporting News“ wählte ihn zu einem der besten 100 Footballspieler aller Zeiten. Die Baltimore Ravens ehren ihn auf dem Ring of Honor.